# アニタ・ブライアント

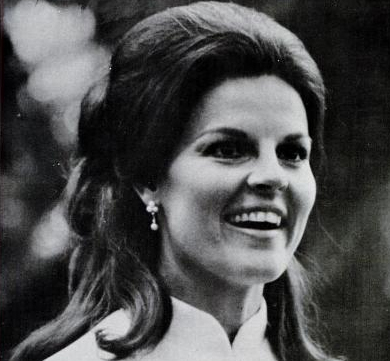
1971年当時の写真

アニタ・ブライアント（Anita Jane Bryant、1940年3月25日 - 2024年12月16日）は、アメリカ合衆国の歌手、元ミス・オクラホマ。1950年代から1960年代、第5位となった「ペーパー・ローゼズ」を含む4曲がトップ40にランクインした。同性愛に非常に批判的であることで知られ、1977年、性的指向に基づく差別を禁止したフロリダ州マイアミ・デイド郡の条例の撤回を訴えるキャンペーンを行ない、人気は下降し芸能活動に支障をきたした。

## 生い立ちおよび経歴
オクラホマ州バーンズデイル生まれ。両親の離婚後、父親はアメリカ陸軍に入隊し、母親は働きに出たため、子供達は一時的に祖父母のもとに預けられた。ブライアントが2歳の頃、祖父は彼女に「主われを愛す」の歌を教えた。6歳で地元の催事場の舞台で歌うようになった。ラジオやテレビにも出演するようになり、アーサー・ゴドフリーのオーディション番組が街で収録された際、出場した。
1958年、ミス・コンテストでミス・オクラホマとなり、タルサのウィル・ロジャース高等学校を卒業した直後の19歳の頃ミス・アメリカで準優勝となった。
1960年、フロリダ州マイアミのディスクジョッキーであったボブ・グリーン（1931年～2012年）と結婚し、ロバート・ジュニア(ボビー)、グロリア、ビリー、バーバラの4人の子供をもうけた。1980年、離婚しキリスト教右派から教義に反すると批判を浴びた。NBCのインタビュー番組『Here's Hollywood』と『The Ford Show, Starring Tennessee Ernie Ford』に出演。
Billboard Hot 100に計11曲がランクインしている。1959年、「ティル・ゼア・ウォズ・ユー」がポップ・ミュージックのチャートで第30位となった。また1960年に発表した「ペーパー・ローゼズ」が第5位を記録し最大のヒット曲となった。なお同曲は13年後にマリー・オズモンドによりカヴァーされ、オズモンドのバージョンはカントリー・チャートとイージーリスニング・チャートでそれぞれ1位を記録している。「My Little Corner of the World」が第10位、1961年の「Wonderland by Night」が第18位を記録した。
カールトンおよびコロムビア・レコードからいくつかのアルバムを発表。1959年、ミュージカル『The Music Man』からの「ティル・ゼア・ウォズ・ユー」を収録したLP『Anita Bryant』がカールトンから発表された。1963年、カールトンの曲を含む「ペーパー・ローゼズ」、「Step by Step, Little by Little」が収録されたベスト盤LP『Greatest Hits』がコロムビアから発表された。1964年、タイトル曲「The World of Lonely People」の他、「Welcome, Welcome Home」、フランク・ハンター編曲「Little Things Mean a Lot」などが収録されたアルバム『The World of Lonely People』が発表された。
1969年、Florida Citrus Commission のスポークスパーソンとなり、彼女の曲「Come to the Florida Sunshine Tree」を使用したコマーシャルが全米に放送され、「Breakfast without orange juice is like a day without sunshine. (オレンジ・ジュースのない朝食は日光のない昼間のようだ)」(後に「It isn't just for breakfast any more! (もう朝食だけではない)」に変更)というキャッチフレーズが使用された。これらのコマーシャルはマイアミのLynn and Louis Wolfson II Florida Moving Image Archives に保存、所有されている。また当時彼女はコカ・コーラ、クラフトフーヅ、ホリデイ・イン、タッパーウェアの広告にも登場していた。
1973年、リンドン・ジョンソンの葬式で「リパブリック讃歌」を、1969年、第3回スーパーボウルでは国歌を歌った。
1978年5月、『PLAYBOY』誌のインタビューを受けた。
1980年3月、テレビの2時間特別番組『The Anita Bryant Spectacular』の司会を務めた。これまで発表してきた曲をメドレー形式で振り返り、パット・ブーンによるインタビューに応えた。The West Point Glee Club とウィリアム・ウェストモーランド大将が出演した。『ニューヨーク・タイムズ』紙のジョン・J・オコーナーは「健全と博愛の全ての用心深い映像のために、ミス・ブライアントは非友好的で挑戦的なメッセージを送った」とコメントした。
2024年12月16日、オクラホマ州エドモンドの自宅で死去。84歳没。

## 政治的活動
1969年3月23日、大論争となったドアーズのジム・モリソンの舞台上での行為に異議を唱えるためマイアミ・オレンジボウルでの『Rally for Decency』に参加。
1977年、フロリダ州マイアミ・デイド郡で彼女の元親友ルース・シャック発起による性的指向に基づく差別を禁止した条例が通過した。彼女はSave Our Children という団体のリーダーとしてこの条例を撤回させようとするキャンペーンを広めた。このキャンペーンは同性愛は罪であるという保守的なキリスト教徒の信念に則り、同性愛者は子供達を同性愛に引き込んだり児童性的虐待に繋がるものと理解していた。ブライアントは次のように語った
不明瞭な法的文章の背後に隠されているこれらの人々が本当に求めているものは、私達の子供達に接近する法的権利である。[...]我が国がかつてなかったほどの反対運動を私はリードしていく。
キャンペーンは全米に広がる同性愛者の権利運動に反して組織され始めた。ジェリー・ファルエルは彼女を支援するためマイアミに行った。ブライアントはキャンペーン中「母のように、同性愛では物理的に妊娠出産はできない。そのため彼らは私達から子供達を奪う気である」、「もし同性愛者が権利を勝ち取ったら次は彼らに売春やセント・バーナードとの獣姦の権利を与えなければならなくなる」と語った。さらに「全米および全世界で人々の話を聞くでしょう。そして神様は全米の似たような法律を撤回させるための私達の戦いを広めることを支援し続けてくださった」と語った。

### 勝利と敗北
1977年6月7日、ブライアントのキャンペーンにより69%対31%で差別禁止条例撤廃に成功した。しかしこのキャンペーンの成功は逆にブライアントへの反対派と同性愛者のコミュニティを奮い立たせ、報復としてオレンジ・ジュースへのボイコットへと繋がった。北アメリカのゲイバーはメニューからスクリュー・ドライバーを外し、代わりにウォッカとりんごジュースで作ったカクテル『アニタ・ブライアント』に置き換えられた。売り上げおよび収益金はブライアントおよび彼女のキャンペーンに対抗する同性愛者人権活動の資金となった。
1977年、フロリダ州の議員達は同性愛者の養子縁組の禁止の法案を承認。この禁止令は2008年11月25日、マイアミ・デイド巡回裁判所判事シンディ・S・レダーマンによって違憲と宣言され30年以上経って覆った。
それ以降も彼女はミネソタ州セントポール、カンザス州ウィチタ、オレゴン州ユージーンなど地方の条例を改正させるため、全米をキャンペーンして回った。このキャンペーンにより、カリフォルニア州で州内全ての公立学校において同性愛者または同性愛に賛成および中立の立場を取る者は免職されるBriggs Initiative が通過された。しかしリベラル組織の草の根活動により主にロサンゼルスやサンフランシスコ・ベイエリアではこの発議は打破された。投票数日前、カリフォルニアの民主党はこの法案と反対の立場を取った。元知事で後に大統領となるロナルド・レーガンはこの発議に対抗する声明を出し、最終的にこの発議は投票で大きな敗北となった。
1998年、デイド郡は20年前のブライアントのキャンペーンを拒否し、7対6で性的指向による差別から個々を守る非差別条例が再び公認された。2002年、有権者の56%による投票でアメリカ合衆国憲法修正第14条の撤回は否決された。同性愛者の養子縁組の禁止するフロリダ州法は2004年、違憲性を問われたが連邦控訴裁判所により維持された。しかし2008年11月、マイアミ・デイド巡回裁判所により覆った。
ブライアントは政治的活動の最中、公の場でパイ投げの標的になった最初の者のうちの1人となった。1977年、アイオワ州デモインでテレビ中継された記者会見の最中の出来事であった。ブライアントは「フルーツ・パイだったわ」とジョークを言い、以降「フルーツ」は侮辱的な意味で同性愛者を隠喩するようになった。顔にパイがついたまま、彼女はパイを投げた「彼の逸脱した人生」を許すよう神に祈り、カメラが撮影している間、その直後突然泣き出した。当時婚姻中であった夫はその後妻にパイを投げた抗議者達に向かい他のパイを投げつけた。この頃には同性愛活動家が行なっていたフロリダのオレンジ・ジュースのボイコットは著名になり、バーブラ・ストライサンド、ベット・ミドラー、ポール・ウィリアムズ、ジョン・ウォーターズ、キャロル・オコナー、メアリー・タイラー・ムーア、リンダ・ラヴィン、ジェーン・フォンダなど多くのセレブリティが彼らを支援した。1978年、ブライアントと夫ボブ・グリーンは書籍『At Any Cost 』の中で彼らのキャンペーンについて語った。キャンペーンから何年経っても同性愛者のコミュニティでは彼女の名前は偏見を持った者、ホモフォビアの代名詞となっている。
ブライアントの1977年の政治的努力はエリザベス・ホイットニーのワン・ウーマン・ショー『A Day Without Sunshine』で表現された。

## キャリアの下降と破産
政治的活動の影響により彼女のビジネスおよび芸能活動に支障をきたした。1979年、Florida Citrus Commission との契約は、論争や彼女の政治的キャンペーンおよびそれに起因するフロリダ・オレンジ・ジュースのボイコットによる否定的評判により無効となった。
この頃、ボブ・グリーンとの婚姻も破綻し、1980年、感情的虐待および潜在的自殺思考により離婚することとなった。グリーンはこれを受けることを拒否し、彼のキリスト教根本主義信念から離婚は教義に反し、神の視点からすれば彼女はまだ自分の妻であると語った。2007年、彼は「同性愛者のせいか?はい、そう思う。彼らがゴールとするものは、彼女をビジネス界から追放し、キャリアを破壊することだった。そして彼らはそれを達成した。私はそれを不公平だと思う」と語った。
原理主義者達は彼女を離婚後避けるようになった。彼らのイベントには招待されなくなり、主な収入源は断たれてしまった。彼女の4人のうち3人の子供達と共にマイアミからアラバマ州セルマに、その後ジョージア州アトランタに転居した。1980年、『Ladies' Home Journal 』誌で彼女は「教会は目覚め、離婚や女性の問題に対処する方法を探すべき」と語った。またフェミニスト団体に彼女がこの結婚で受けた勘定的虐待の経験を語った。
1989年、マイケル・ムーア監督のドキュメンタリー映画『ロジャー&ミー』で、崩壊した地方経済を復興させようと尽力する地域へのインタビューのためミシガン州フリントへ赴いた。
1990年、チャーリー・ホブソン・ドライと再婚。Anita Bryant's Music Mansion (アニタ・ブライアントの音楽の館の意)を建設したミズーリ州ブランソンやテネシー州ピジョン・フォージなどの小規模の会場から音楽キャリアを立て直そうとした。「彼女の信仰を伝道する長い」曲など、初期のヒット曲を演奏した。この試みは成功せず、Music Mansion での給料が未払いとなり、2001年、給料未払いの従業員や債権者を残しブライアントとドライはその地を離れ破産した。
1990年代、ミズーリ州ブランソンのカントリー・ミュージックのメッカで116,000ドルの税金未払いで州および連邦政府により抵当に入った。アーカンソー州北西のユーレカスプリングスで行なわれた彼女のショーの失敗による多数の請求の後、1997年、アーカンソー州で連邦倒産法第11章により破産。州および連邦の未払い税による負債は172,000ドル以上となった。
2005年、市制100周年祭および彼女の功績を称え道に彼女の名前をつけるオクラホマ州ブランスデイルに戻った。2007年4月21日、母校であるタルサの高等学校で毎年年1回行なわれる音楽会に出演した。彼女は現在オクラホマ州エドモンドに住み、Anita Bryant Ministries International として若者の様々な組織に対しチャリティ活動を行なっている。
1980年、離婚および同性愛に差別的な活動を行なった後、『Ladies Home Journal 』のインタビューで、同性愛に差別的な見解に関し「私は直接言いたい。軽蔑しているのではなく法律化したいだけ」と語った。しかしながら2006年に記入されたAnita Bryant Ministries のウエブサイトの経歴のページには初期の同性愛差別行動主義および見解を掲載している。

## 著作
ブライアントの著作の研究者は「彼女の著書を含む公式声明の多くはゴーストライターによるもので、最も政治的な何冊かの書籍は様々な出展からいくつかの手法で貼り付けたものであるとされている」としている。
- Mine Eyes Have Seen the Glory (Tappan, NJ: Fleming H. Revell, 1970年)
- Amazing Grace (Tappan, NJ: Fleming H. Revell, 1971年)
- Bless This House (Tappan, NJ: Fleming H. Revell, 1972年)
- Bless This Food: The Anita Bryant Family Cookbook (NY: Doubleday, 1975年)
- The Anita Bryant Story: The Survival of our Nation's Families and the Threat of Militant Homosexuality (Tappan, NJ: Fleming H. Revell, 1977年)

ボブ・グリーンとの共著
- Fishers of Men (Tappan, NJ: Fleming H. Revell, 1973年)
- Light My Candle (Tappan, NJ: Fleming H. Revell, 1974年)
- Running the Good Race (Tappan, NJ: Fleming H. Revell, 1976年), フィットネス教則本
- Raising God's Children (Tappan, NJ: Fleming H. Revell, 1977年)

## シングル曲
| 年   | 題                                    | Chart positions | Chart positions | Chart positions | Chart positions |
| 年   | 題                                    | US Pop          | US R&B          | US AC           | UK              |
| ---- | ------------------------------------- | --------------- | --------------- | --------------- | --------------- |
| 1959 | "Till There Was You"                  | 30              | —               | —               | —               |
| 1959 | "Six Boys and Seven Girls"            | 62              | —               | —               | —               |
| 1959 | "Do-Re-Mi"                            | 94              | —               | —               | —               |
| 1960 | "Paper Roses"                         | 5               | 16              | —               | 24              |
| 1960 | "In My Little Corner of the World"    | 10              | —               | —               | 48              |
| 1960 | "One of the Lucky Ones"               | 62              | —               | —               | —               |
| 1960 | "Promise Me a Rose (A Slight Detail)" | 78              | —               | —               | —               |
| 1961 | "Wonderland by Night"                 | 18              | —               | —               | —               |
| 1961 | "A Texan and a Girl from Mexico"      | 85              | —               | —               | —               |
| 1961 | "I Can't Do It by Myself"             | 87              | —               | —               | —               |
| 1961 | "Lonesome For You, Mama"              | 108             | —               | —               | —               |
| 1962 | "Step By Step, Little By Little"      | 106             | —               | —               | —               |
| 1964 | "The World of Lonely People"          | 59              | —               | 17              | —               |
| 1964 | "Welcome, Welcome Home"               | 130             | —               | —               | —               |

## 文化的展開
ブライアントの公的イメージはしばしば皮肉を込めて大衆文化に登場する。
- コミック『ハワード・ザ・ダック』の中でSave Our Offspring from Indecency という組織のThe Sinister SOOFI という人物としてブライアントがパロディ化されている。ハワードがオレンジの形をした彼女の仮面を壊すと正体が現れ「サンシャイン州の前線からやってきた。私の倫理に反する者は…どうなるかわかっているでしょう」と語る[25]。
- テレビ・ドラマ『ふたりは友達? ウィル&グレイス』でカレン・ウォーカーが恋に落ちた彼女の敵役にアニタ・ブライアントを投影している[26]。
- 『サタデー・ナイト・ライブ』においてコメディ女優ジェーン・カーティンによりしばしば風刺的に演じられた。1976年、ブライアントはベイルートで2人のアラブ人テロリストに捕まるが、彼らにオレンジ・ジュースを薦める。テロリストはそのジュースを飲み、美味しさを認めるが、テレビ・コマーシャルの不評な曲を歌い始めたため、彼らはバッグを彼女の頭に載せ、銃殺隊に彼女を撃つよう要請[27]。1977年、『Weekend Update 』でしかめ面のカーティン演じるブライアントの写真が映し出され「今夜のトップ・ニュースです。フロリダ州でアニタ・ブライアントがこの春、性転換手術を受ける計画であることがわかりました。正確な日程は人気テレビ・タレントが性転換手術を受けるまでわかりません」とリポートされた[28]。同年、『Weekend Update 』で、ブライアントが実際にテレビ中継の最中パイを投げつけられた映像を流し、スタジオでカーティンは「幸いブライアント氏は負傷はなく、笑顔で楽しみ、彼女はもし襲撃者が夫と交際したなら最高であると語りました」とリポートした[29]。1980年、ブライアントは警察と共に同性愛者摘発のおとり捜査を計画し、警察官の1人がすでに朝食を終えたので、彼女の希望するオレンジ・ジュースを用意しなかったために彼女が怒った。ブライアントが出演していたフロリダ・オレンジ・ジュースのコマーシャルの有名なスローガンは「朝食だけでなく」であった[30]。
- テレビ・ドラマ『Designing Women 』でデルタ・バーク演じるスザンヌ・シュガーベイカーとしてミス・コンテストや政治的活動を行なう[31]。
- テレビ・シットコム『The Golden Girls 』で女性らしい男性ウェディング・プランナーはブランシュ・デヴェロウ(ルー・マクラナハン)に皮肉を含み「あなたはここからまっすぐ飛ぶ(まっとうに生きる)準備ができているのでしょうね」と言われカッときて「えぇ、悪かったわね、アニタ・ブライアンさん」と返答する[32]。他のエピソードではドロシー・Zbornak(ビー・アーサー)とローズ・ナイランド(ベティ・ホワイト)がマイアミの作曲コンテストで第2位となったが、審査員に「優勝者がアニタ・ブライアントと写真を撮るのだからここから出て行け」と言われZbornakは「ひどい扱いを受けた」と文句を言う[33]。
- 『MAD』誌でテレビ・シットコム『Three's Company 』のパロディとしてジョン・リッター演じるジャックが2人の女性とルームシェアするために同性愛者のふりをするのを権力を振りかざす新しい家主のアニタ・ブライアンが登場する[33]。
- テレビ番組『ギルモア・ガールズ』でローレライは父親が朝食にいつもグレープフルーツを半分食べていることに関し、彼はアニタ・ブライアントとの大きな差を埋めていると語った[34]。
- 1978年、デイヴィッド・アラン・コーのアルバム『Nothing Sacred 』の収録曲『Fuck Aneta Briant 』(原文通り)で彼のブライアントへの気持ちを歌っている[35]。
- 1980年、アーミステッド・モウピンの小説『More Tales of the City 』でマイケル・トリヴァーの両親が彼にアニタ・ブライアントのSave Our Children キャンペーンを称えた手紙を送り、返事とカミングアウトを促した[36]。
- 映画『フライングハイ』でレスリー・ニールセン演じるルーマック医師は多数の乗客がひどく具合が悪くなり、嘔吐や胃腸炎になっている状態を見て「こんな酷い光景はアニタ・ブライアントのコンサート以来だ」と語った[37]。
- 2008年、映画『ミルク』のニュースのシーンでブライアントの同性愛差別活動の様子が流れる[38]。
- 2004年、イギリスのバンド、チャンバワンバのアルバム『Un 』の収録曲『Just Desserts 』でテレビ中継される中で顔にパイを受けたブライアントのことを歌っている。この曲はイベントのオーディオ・サンプルにも収録されている[39]。
- 1977年、オリヴィア・レコードによりアルバム『Lesbian Concentrate 』がブライアントの同性愛差別キャンペーンに抗議して発表された。このアルバムには様々なアーティストの作詞作曲を特徴としている。これらの曲には「a part-time orange juice pusher (オレンジを絞るバイト)」などブライアントを表す歌詞が含まれている。このアルバムの収益の一部はLesbian Mothers National Defense Fund に送られ、レズビアンの女性が子供を育てる支援に充てられる[40]。
- デッド・ケネディーズのコンパクト盤『In God We Trust, Inc. 』の収録曲『Moral Majority 』でフィリス・シュラフリーらと共にブライアントは「God must be dead if you're alive (あなたが生きるなら神は死なねばならない)」と繰り返す[41]。
- 1978年、ジミー・バフェットの曲『Mañana 』で「I hope Anita Bryant never ever does one of my songs (アニタ・ブライアントが私の曲を決して歌いませんように)」と語った[42]。
- 1978年、ロック・ミュージシャンのレオン・ラッセルは『Anita Bryant 』で、彼女と学校に行く設定で曲を書いた。この曲は『Elvis & Marilyn 』のB面に収録された。ラッセル(本名クラウド・ラッセル・ブリッジス)は実際オクラホマ州タルサのウィル・ロジャース高等学校卒であり、ブライアントとエルヴィン司教と同窓生である[43]。
- テレビ・シットコム『Soap 』で同性愛者のジョディ・ダラスの登場シーンでアニタ・ブライアントについて言及される[44]。
- 1979年、エルトン・ジョンの『シングル・マン』のツアーで開催地のソビエト連邦で政治的批判を受ける。「I wouldn't say I won't tour in America because I can't stand Anita Bryant. (アニタ・ブライアントに賛同できないからといって、アメリカで公演しないことはない)」と語った[45]。
- 1982年、日本の漫画家・吉田秋生は、同性愛者を題材とした短編漫画『カーニヴァルの夜』フラワーコミックス版吉祥天女収録）で、アニタ・ブライアントについて触れている。この漫画の語り手はゲイの繊細さについて触れ、「ストレートがゲイを虐めたくなる気持ちがなんとなくわかる」としつつも、「アニタ・ブライアントのようなヒステリーばばあは別にしても」と記述している[46]